# Ngạc Tề Nhĩ
Ngạc Bố Nhĩ (chữ Hán: 鄂布尔, tiếng Mông Cổ: ᠣᠴᠢᠷ, ? - 1683) hay Ngạc Tề Nhĩ (鄂齐尔), Bác Nhĩ Tế Cát Đặc thị, người Mông Cổ Ba Lâm bộ, Ba Lâm hữu kỳ Trát Tát Khắc Đa La Quận vương.

## Cuộc đời
Ngạc Tề Nhĩ sinh vào sau những năm 1648, là trưởng tử của Ba Lâm Quận vương Sắc Bố Đằng và Cố Luân Thục Tuệ Trưởng Công chúa.
Năm Khang Hi thứ 7 (1668), tập tước Ba Lâm hữu kỳ Trát Tát Khắc Đa La Quận vương (巴林右旗扎萨克多罗郡王).
Năm thứ 12 (1673) đến triều kiến Khang Hi Đế, thỉnh tòng chinh thảo phạt Ngô Tam Quế, lại hiến mã trợ giúp quân đội.
Năm thứ 13 (1674), phụng chỉ phái em trai là Cách Lặc Nhĩ Đồ (格勒尔图) cùng Ba Lâm tả dực Bối tử Ôn Xuân (温春) đốc binh đến Duyệt Châu.
Năm thứ 14 (1675), Bố Nhĩ Ni của Sát Cáp Nhĩ làm phản, ông nhận mệnh theo Phủ Viễn Đại tướng quân Tín Quận vương Ngạc Trát đi bình định.
Năm thứ 22 (1683), ông qua đời. Ba con trai của ông lần lượt kế thừa tước vị.

## Gia quyến

### Thê thiếp
- Nữu Hỗ Lộc thị (鈕祜祿氏), con gái của Nhất đẳng Công Át Tất Long.

### Hậu duệ
1. Trưởng tử: Nạp Mộc Đạt Khắc (纳木达克)
2. Thứ tử: Ô Nhĩ Cổn (乌尔衮), Ngạch phò của Cố Luân Vinh Hiến Công chúa.
3. Tam tử: Tang Lý Đạt (桑哩达)